# Santiago Villanueva
Santiago Villanueva Álvarez (Monterrey, Orense, 24 de julio de 1966) es un político español. Es miembro del Partido Popular de Galicia (PPdeG).
Licenciado en Derecho por la Universidad de Santiago de Compostela. Tras finalizar sus estudios superiores pasó a formar parte del cuerpo superior de gestión de la Junta de Galicia.
Desempeñó su primer cargo de responsabilidad como jefe de servicio de Formación y de Estudios y Publicaciones de la Academia Gallega de Seguridad Pública, en la que tiempo más tarde fue Subdirector de Gestión, Cooperación y Régimen Jurídico y Subdirector de Gestión y Cooperación Económica con las Entidades Locales, todo esto entre los años 1995 y 1998. Seguidamente regresó a la Academia Gallega de Seguridad de la cual pasó a ser el director general y también ejerció los cargos de director general de Emergencias e Interior, así como presidente de los Consorcios contraincendios y de salvamento de la provincia de La Coruña y Lugo, vicepresidente de los Consorcios contraincendios y de salvamento de las comarcas de Verín, Valdeorras y La Limia y vicepresidente de la Agencia Gallega de Emergencias.
Además a su misma vez, en 2005 se desempeñó como director general adjunto de la Junta de Galicia, hasta 2009 que pasó a ser gerente general del Ministerio del Interior.
Durante esta época ligada al sector de emergencias públicas, uno de los momentos más difíciles fue cuando tuvo que enfrentarse al reto de gestionar el operativo de rescate desplegado por el accidente ferroviario de Santiago de Compostela que sucedió el día 24 de julio de 2013 en el barrio de Angrois y que cobró la vida de 79 personas.
En noviembre de 2014 tras la vacante del político Samuel Juárez quien marchó como agregado a la embajada española en Pekín, en su sucesión tras una decisión tomada por el Consejo de Ministros fue nombrado delegado del Gobierno de España en Galicia, cargo que mantuvo hasta 2018.